# أمرودك (كوهباية الغربي)
أمرودك (بالفارسية: امرودک) هي قرية تقع في إيران في قسم کوهبایة الغربي الریفي. يقدر عدد سكانها بـ 139 نسمة .